# Allwetterzoo Münster
Allwetterzoo Münster is de dierentuin van de Duitse stad Münster in de deelstaat Noordrijn-Westfalen. De dierentuin is 30 hectare groot.

## Geschiedenis
Allwetterzoo Münster werd op 26 juni 1875 geopend als Landois Zoo. Aanvankelijk werden alleen Europese diersoorten gehouden in de dierentuin, maar op wens van de bezoekers werd dit beleid verlaten. In 1876 werd het eerste Affenhaus geopend. Ter gelegenheid van het 25-jarig bestaan werd in 1900 het Elefantenhaus geopend, dat was gebouwd in de stijl van een moskee. Tijdens de Tweede Wereldoorlog werden vele gebouwen in de dierentuin beschadigd en een groot aantal dieren kwam om het leven. Na de oorlog werd de dierentuin herbouwd, maar in 1974 verhuisde de dierentuin naar een ander terrein in de stad. Op 2 mei 1974 werd de vernieuwde Allwetterzoo Münster geopend.

## Beschrijving
Allwetterzoo Münster kenmerkt zich door de overdekte wandelpaden die over heel de dierentuin te vinden zijn en alle grote gebouwen met elkaar verbinden, waardoor een groot deel van de dierentuin te bezoeken is zonder invloed te ondervinden van de weersomstandigheden. Nabij de ingang van Allwetterzoo Münster bevinden zich het Aquarium en de verblijven voor beren. Tegen de klok in komen de bezoekers vervolgens in de Meranti-Halle, het roofdierengebouw, het dikhuidenhuis, het verblijf van de giraffen, het leeuwenhuis, de gebouwen voor primaten en weer bij de ingang. Buiten de gebouwenring bevinden zich verder nog een grote roofvogelvolière met gieren, het Afrikapanorama en verblijven voor andere hoefdieren. Centraal in Allwetterzoo Münster liggen verschillende meren en riviertjes.

### Meranti-Halle

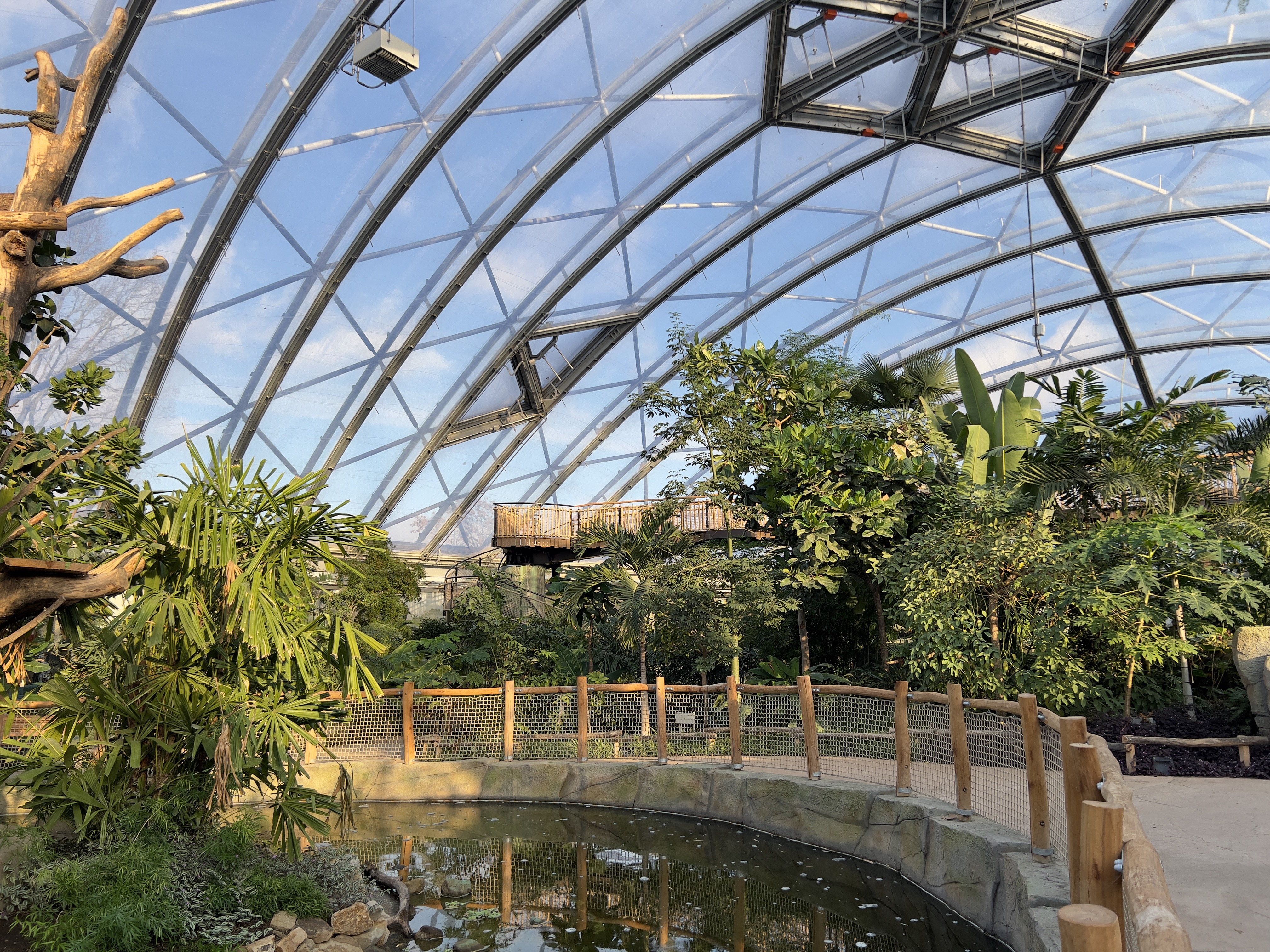
Meranti-Halle

De Meranti-Halle is een tropische kas die in 2023 geopend werd op de plaats van het oorspronkelijke tropenhuis. Het gebouw biedt onderdak aan verschillende diersoorten uit het tropisch regenwoud, waaronder reuzenotters (Pteronura brasiliensis), laaglandtapirs (Tapirus terrestris) en rode vari's (Varecia rubra)

### Roofdieren
In het roofdierengebouw zijn Siberische tijgers (Panthera tigris altaica) en Perzische panters (Panthera pardus saxicolor) te zien. Allwetterzoo Münster was in 1959 de eerste dierentuin ter wereld waar deze bedreigde ondersoort van de panter in gevangenschap werd geboren. Leeuwen (Panthera leo) en fretkatten (Cryptoprocta ferox) zijn ondergebracht in het verderop gelegen leeuwenhuis, terwijl jachtluipaarden (Acinonyx jubatus) een aantal grote terreinen in het centrum van de dierentuin bewonen.

### Dikhuidenhuis
In en rond het dikhuidenhuis leven fokgroepen Aziatische olifanten (Elephas maximus) en witte neushoorns (Ceratotherium simum). Het gebouw biedt ook plaats aan regenbooglori's (Trichoglossus haematodus) en stokstaartjes (Suricata suricatta).

### Afrika-Savanne
Het Afrikapanorama bevindt zich aan de rand van de dierentuin en wordt bewoond door verschillende Afrikaanse hoefdieren en vogels, waaronder grantzebra's (Equus quagga boehmi), blauwe gnoes (Connochaetes taurinus), elandantilopen (Taurotragus oryx), struisvogels (Struthio camelus) en kroeskoppelikanen (Pelecanus crispus).

### Africaneum
Het Africaneum is sinds 2003 de naam voor het gebied rond het oorspronkelijke mensapenhuis, dat plaatsbiedt aan westelijke laaglandgorilla's (Gorilla gorilla gorilla), roodkopmangabeys (Cercocebus atys) en tot 2014 ook chimpansees (Pan troglodytes). Rondom dit gebouw bevinden zich verblijven voor knobbelzwijnen (Phacochoerus africanus), franjeapen (Colobus guereza) en lemuren.

### ZoORANGerie
De ZoORANGerie werd in 2000 gebouwd op het terrein van het voormalige ijsberenverblijf en wordt bewoond door een groep Borneose orang-oetans (Pongo pygmaeus) die samenleven met dwergotters (Amblonyx cinereus) en tropische vogels. 

## Fokprogramma's
Het park neemt deel aan meerdere internationale fokprogramma's en coördineert en beheert de EEP-stamboeken voor de Borneose orang-oetan, de Sumatraanse orang-oetan, de lippenbeer, de anoa en zes soorten Aziatische doosschildpadden.